# Cârlibaba
Cârlibaba (in polacco Kirlibaba) è un comune della Romania di 1 910 abitanti, ubicato nel distretto di Suceava, nella regione storica della Bucovina. 
Il comune è formato dall'unione di 6 villaggi: Cârlibaba, Cârlibaba Nouă, Iedu, Șesuri, Țibău, Valea Stânei.